# CNN-News18
CNN-News18 (ursprünglich CNN-IBN) ist ein englischsprachiger indischer Nachrichtensender mit Sitz in Noida, Indien.

## Geschichte
Der Sender startete 2005 als eine Partnerschaft zwischen TV18 und CNN unter dem Namen CNN-IBN und wurde von Rajdeep Sardesai geleitet.
Bis heute hat CNN-News18 einen Branding- und Content-Lizenzvertrag mit der CNN-Muttergesellschaft Turner Broadcasting System (heute Warner Bros. Discovery) für die Verwendung der Marke CNN sowie die Nutzung von CNN-Inhalten.
Nachdem das Mutterunternehmen von TV18, Network18, im Mai 2014 von der Reliance Industries akquiriert wurde, verließen der Chefredakteur Rajdeep Sardesai sowie die stellvertretende Chefredakteurin und Nachrichtensprecherin Sagarika Ghose das Unternehmen.
Im Juni 2015 wurde zuerst angekündigt, dass die 10-jährige Partnerschaft und Markenlizenz zwischen CNN und CNN-IBN im Jahr 2016 nicht verlängert wird. Am 1. Dezember 2015 wurde die Verlängerung des Lizenzvertrags für den gemeinsamen Nachrichtensender angekündigt.
Im April 2016 wurde der Sender zu CNN-News18 umbenannt.
Heute gehört CNN-News18 zur Network18 Group (Dachgesellschaft von TV18), welche wiederum zum Unternehmen Reliance Industries gehört.